# Mola (Nähkunstwerk)

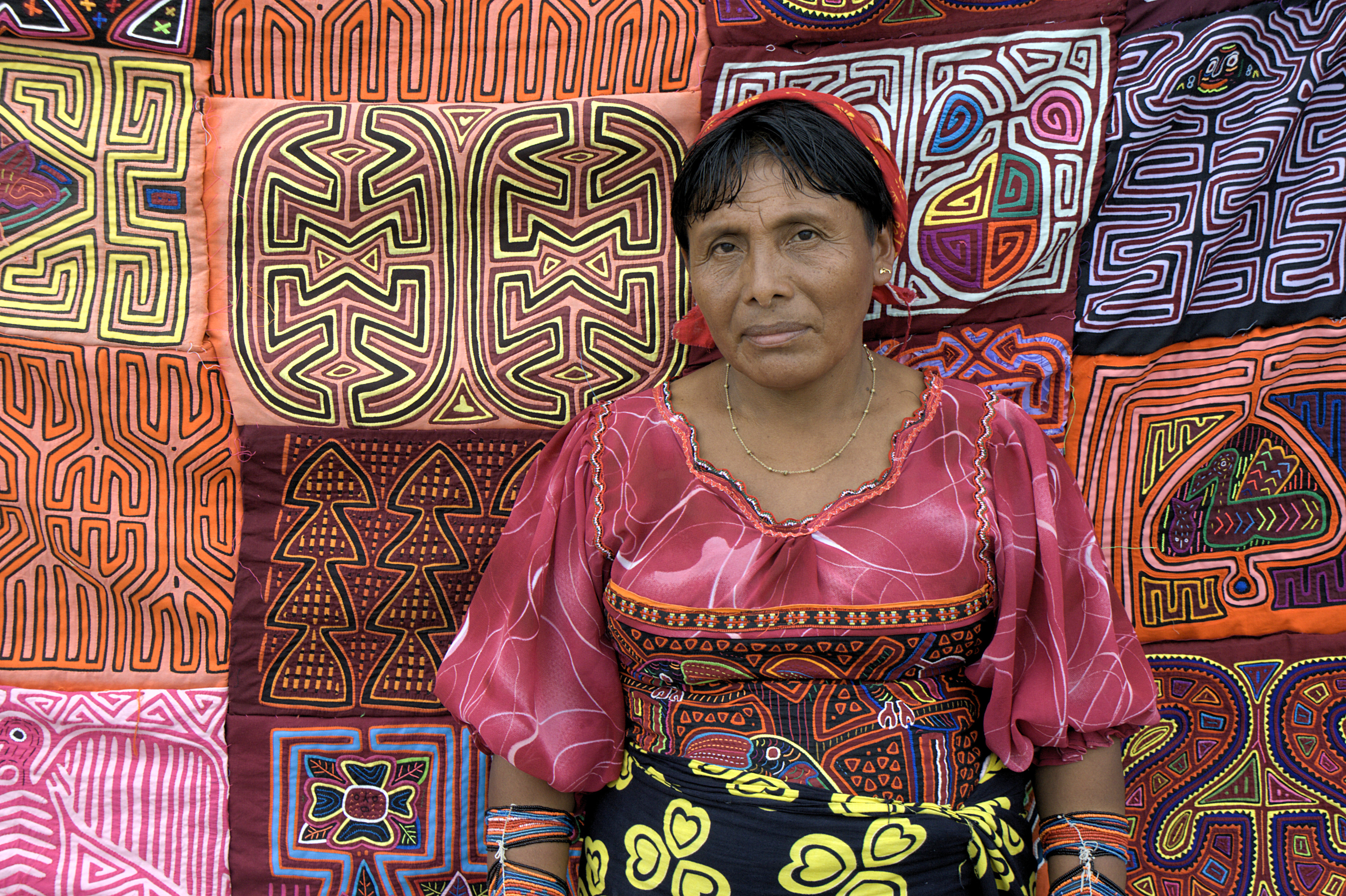
Kuna-Frau verkauft Molas in Panama-Stadt

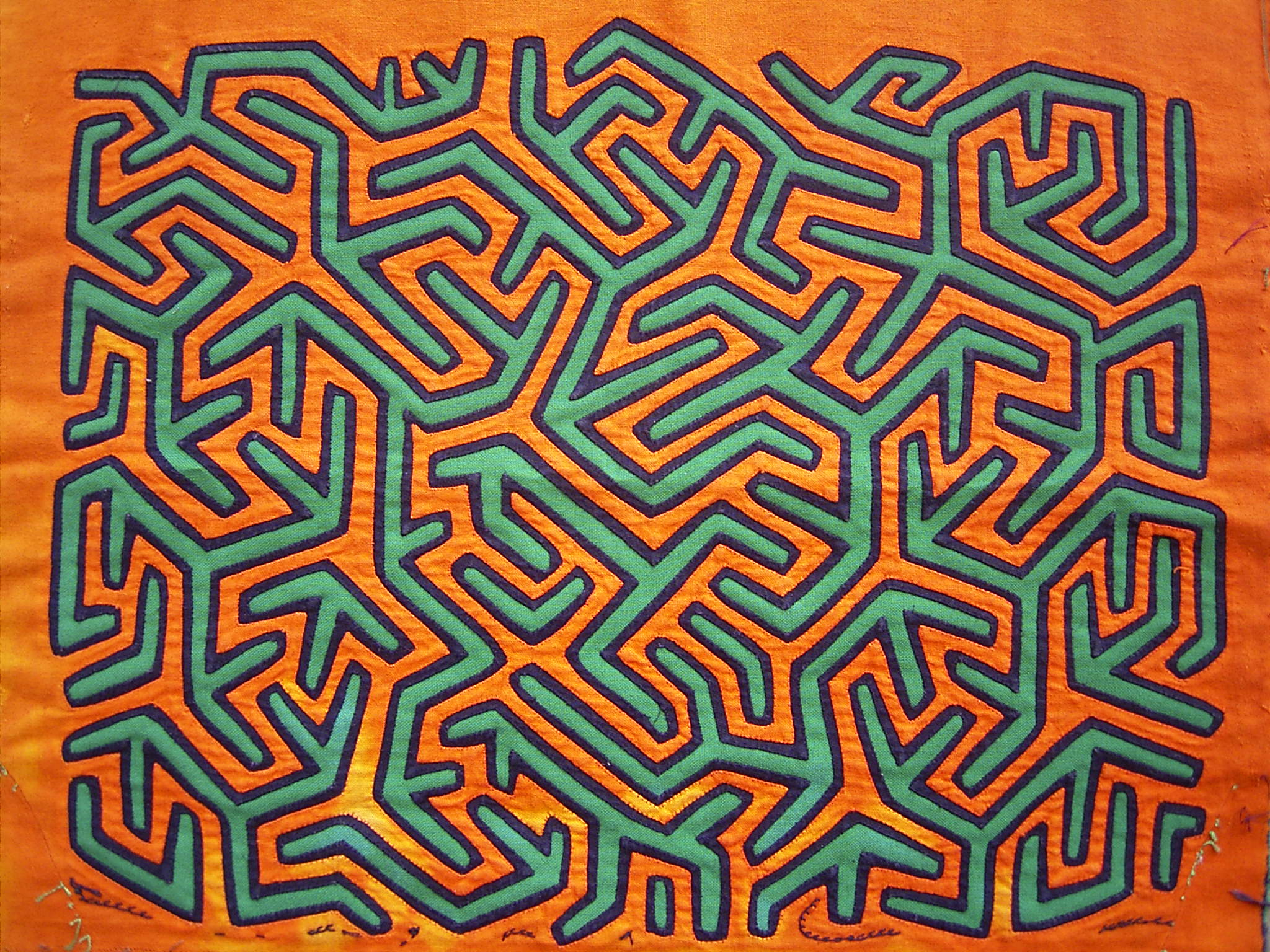
Traditionelle Mola mit geometrischem Muster

Die Mola (pl. Molakana oder Molas) ist ein traditionelles Nähkunstwerk der Kunas. Es handelt sich um ein in Handarbeit genähtes rechteckiges Motivbild. Sie reflektiert die Mischung aus traditioneller Kuna-Kultur mit Einflüssen der modernen Welt. 
Die Kunst der Molanäherei entstand in der Mitte des 19. Jahrhunderts mit der Verfügbarkeit von günstigen bunten Baumwollstoffen, die Stoffe sind in Leinwandbindung und das Nähmaterial leitet sich aus der Körperbemalung ab. Die Gestaltung heutiger Molas ist oft angelehnt an moderne Grafiken, Bildern aus Büchern, Zeichentrickfilmen oder politischen Plakaten, aber auch noch durch traditionelle Motive der Kuna-Legenden und ihrer Kultur geprägt.
Die Molas werden auf Vorder- und Rückseite der Blusen der Kuna-Frauen genäht. Sie bestehen aus Stoffresten, die in zwei bis sieben Lagen miteinander vernäht werden und durch Heraustrennen und Umnähen von einzelnen Flächen ein Motiv ergeben.
Die Qualität der Molas ist unter anderem gekennzeichnet durch die Anzahl von verwendeten Stofflagen, die Feinheit der Nähstiche und die Gleichmäßigkeit und Größe der ausgeschnittenen Teile des Bildes.